# Festa delle lanterne

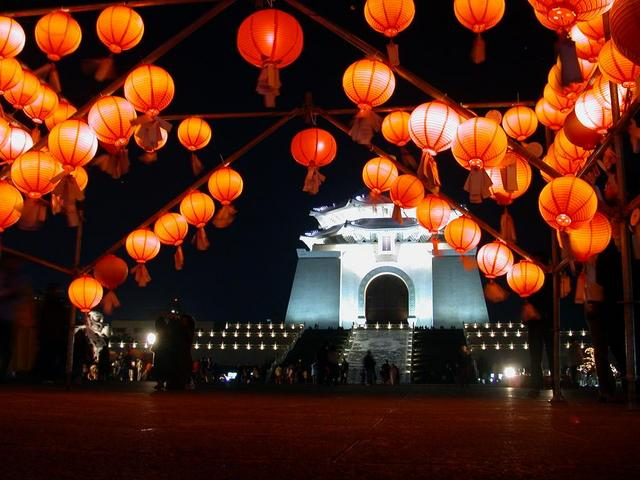
La festa a Taipei

La festa delle lanterne o festival delle lanterne (in cinese: 元宵节S, yuánxiāo jiéP) è la festa che chiude il ciclo delle festività del Capodanno cinese. Festa notturna, a volte è chiamata anche «piccolo capodanno» (小過年S, xiǎo guòniánP). 
Nel periodo che va dal capodanno al Festival delle Lanterne le strade della Cina e di Taiwan si colorano di lanterne rosse alle quali, spesso, è appeso un enigma che le persone possono provare a risolvere (secondo la tradizione, se si trova la parola celata dall'enigma si ottiene un regalo). Durante la Festa delle Lanterne, invece, le famiglie escono per le vie cittadine con in mano lanterne accese e colorate e fuori dalle case si accendono candele, per guidare gli spiriti beneauguranti alle abitazioni. Oltre alle lanterne si possono ammirare i fuochi d'artificio. 
Secondo le credenze cinesi, le lanterne sono il modo per lasciar andare il vecchio anno e dare il benvenuto a quello nuovo sperando che sia migliore. 
Sebbene i modelli tradizionali di carta a candela (花燈S, huādēngP) siano ancora popolari, sempre più lanterne sono realizzate in plastica e dotate di batterie. Spesso le lanterne sono decorate: i disegni dei personaggi dei cartoni animati preferiti dei giovani competono con motivi tradizionali (animali e piante, scene leggendarie o mitologiche). 

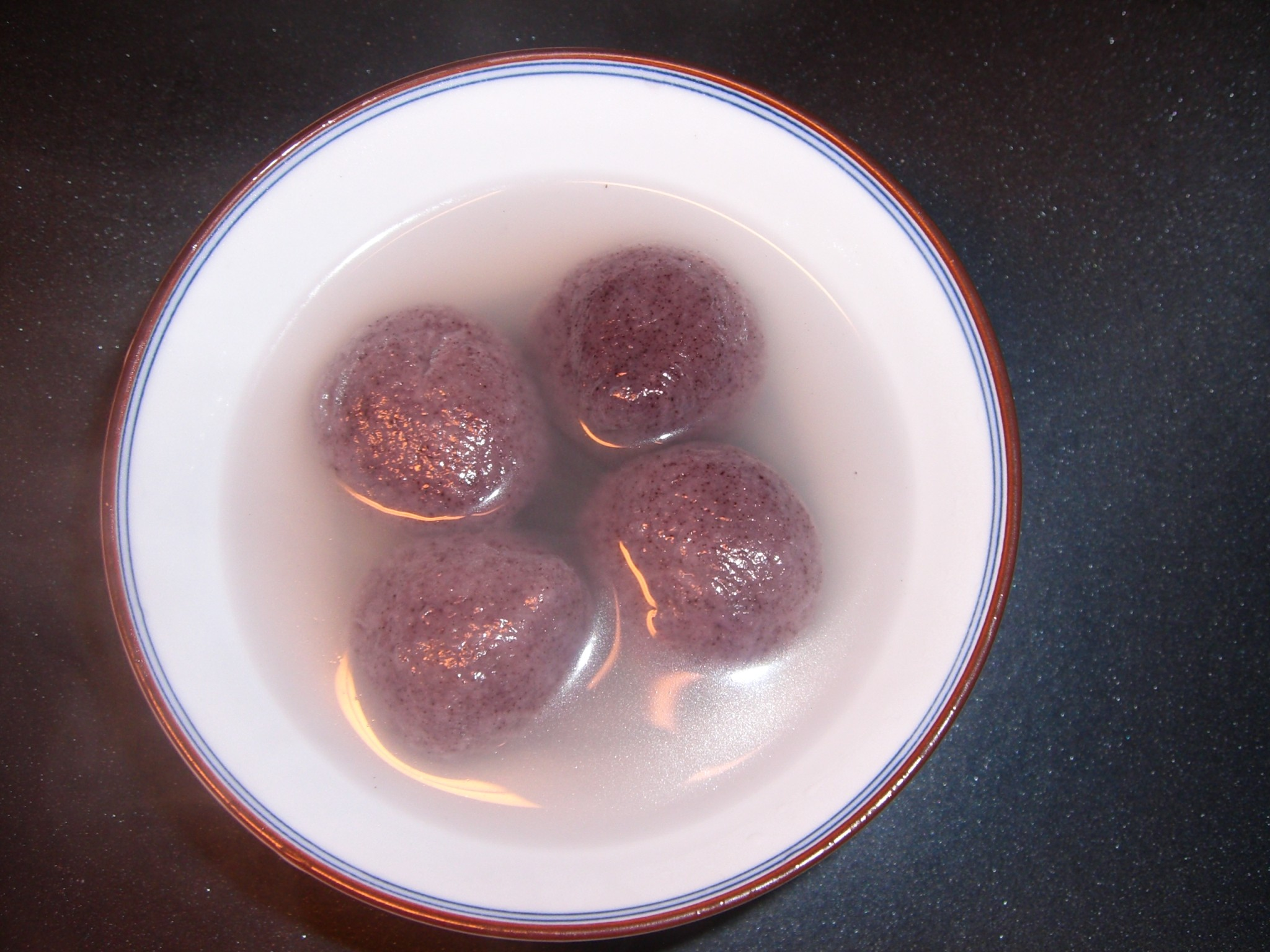
Yuánxiāo di farina di riso glutinoso nero

È tradizione consumare il dolce eponimo della festa, ossia la zuppa di yuánxiāo (元宵S, note come tāngyuán 湯圓T, 汤圆S nel sud della Cina), palle di riso glutinoso bollite con un ripieno dolce (solitamente crema di sesamo, ma anche confettura di azuki o burro d'arachidi). La forma arrotondata ed il modo di servirli in ciotole simboleggiano la pienezza, la famiglia riunita e la soddisfazione dei bisogni. 
Risolvere gli enigmi scritti sulle lanterne è un'attività diffusa. Questa attività risale alla Dinastia Song (960-1279); il gioco intellettuale è apprezzato in tutti gli strati sociali.
In generale, la festa è vissuta con gioia e ci sono sfilate, musica, tamburi, balli, acrobati e fuochi d'artificio. Durante il giorno si organizzano esibizioni artistiche: danza del leone, del drago, della barca, yānggē (秧歌), danza dei tamburelli e camminata sui trampoli.  
La festa prosegue una tradizione antichissima che divideva l'anno in tre parti (元S, yuánP), la prima delle quali iniziava il quindicesimo giorno del primo mese con una festa per il compleanno di Tiānguāndàdì, il divino governatore del cielo introdotto nel periodo Han dalla Scuola delle cinque staia di riso. 
Le leggende sull'origine del festival raccontano di un dio adirato che minacciava di incendiare la capitale il quindicesimo giorno del primo mese lunare. Sorse dunque l'idea di far uscire tutti gli abitanti in strada, quella notte, con delle lanterne rosse, e di appenderne a tutte le porte in modo che il dio, credendo la città già in preda alle fiamme, si ritirasse. Nella versione più popolare, la minaccia divina era una beffa orchestrata da un consigliere imperiale di buon cuore per permettere a una servetta di palazzo di uscire e rivedere la famiglia per una notte. Un'altra versione fa risalire la festa al tempo della dinastia Han (206-220) e della diffusione del buddhismo in Cina. Si tratterebbe di un rito dei monaci buddhisti, che accendevano lampade nella contemplazione delle reliquie del Buddha proprio il quindicesimo giorno del primo mese: un imperatore avrebbe poi adottato tale usanza, ordinando di accendere delle lanterne nel palazzo imperiale e nei templi, e creando così la festa popolare.